# Centistes auricephalus
Centistes auricephalus  (лат.) — вид паразитических наездников из семейства Braconidae. Центральная Америка: Коста-Рика.

## Описание
Длина самок от 2,1 до 2,4 мм. Голова жёлтая, клипеус, лицо и скапус белые, ноги жёлтые. Усики самок тонкие, нитевидные, состоят из 22—23 члеников. Длина переднего крыла самок от 2,1 до 2,5 мм. Первый брюшной тергит стебельчатый (петиоль короткий). Нижнегубные щупики состоят из 3 сегментов. Предположительно, как и другие виды рода паразитируют на жуках. Вид был впервые описан в 2017 году американскими энтомологами Helmuth Aguirre, Scott Richard Shaw (University of Wyoming, Department of Ecosystem Science and Management, Laramie, Вайоминг, США) и Luis Felipe Ventura De Almeida (Universidade Federal de São Carlos, Departamento de Ecologia e Biologia Evolutiva, São Carlos, Бразилия).